# Kyaikkami
Kyaikkami (mon: ကျာ်ခမဳ; birmanês: ကျိုက်ခမီမြို့ [tɕaiʔkʰəmì mjo̰]) é uma localidade do Estado Mom da Myanmar.
Pertence ao município de Thanbyuzayat no distrito de Mawlamyaing.

## Localização
Situa-se na costa do mar de Andamão, na parte meridional da desembocadura do rio Salween, uns quarenta quilómetros ao sul de Mawlamyaing.

## História
Em tempos do Reino de Aiutaia (um antigo reino tailandês), a localidade foi provavelmente um Estado vassalo de Ayutthaya e era conhecida em tailandês como "Chiang Kran" (เชียงกราน) ou "Chiang Tran" (เชียงตราน). Foi renomeada como "Amherst" em honra a William Pitt Amherst, então Governador geral da Índia que teve sucesso a tomar a localidade durante a Primeira Guerra Anglo-Birmanesa (1824–1826).
Originalmente era um assentamento da etnia mon, mas a actual Kyaikkami foi fundada pelos britânicos quando colonizaron a zona.

## Património
Seu principal monumento é a pagoda Yele.

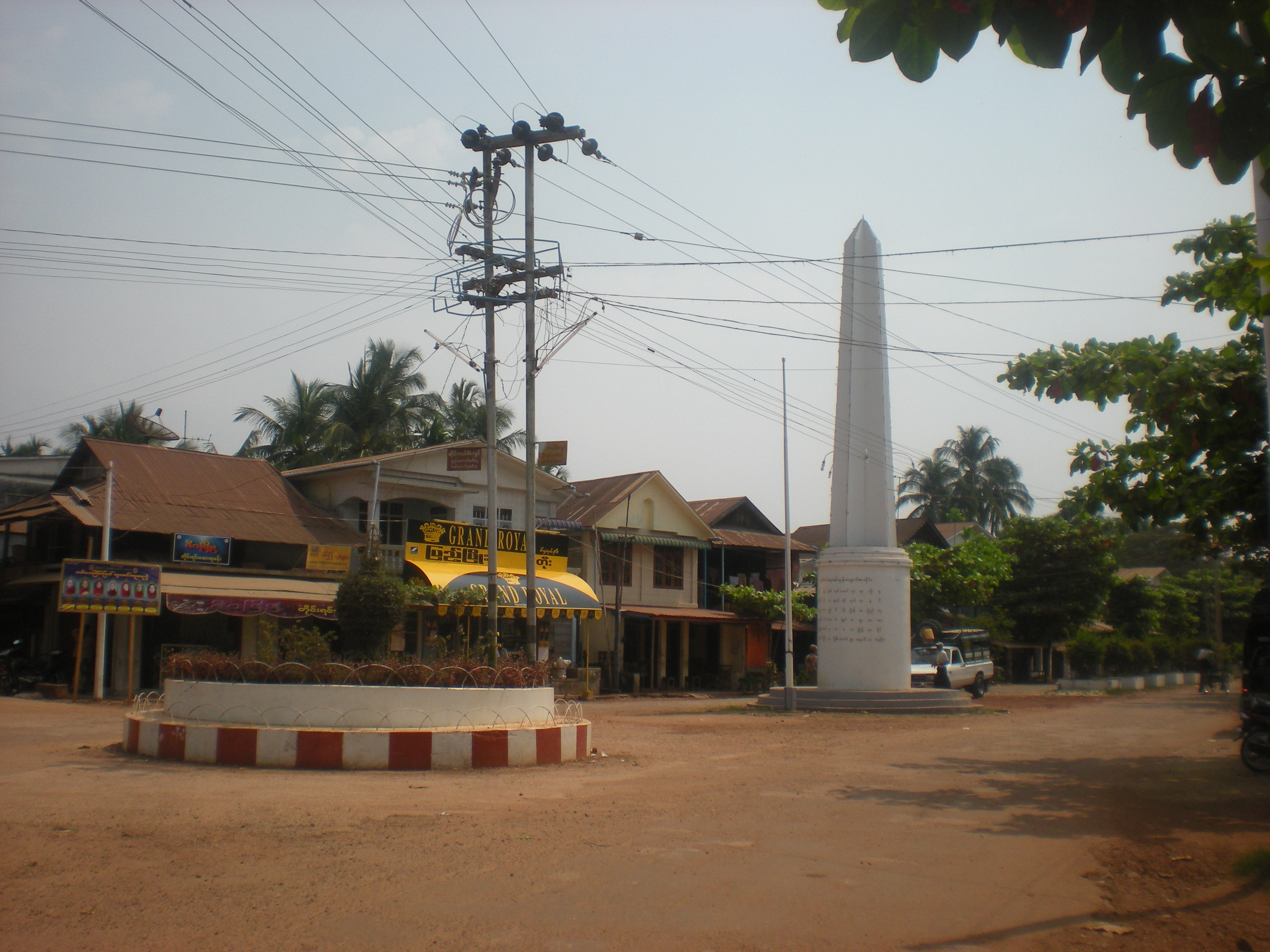
Centro da localidade
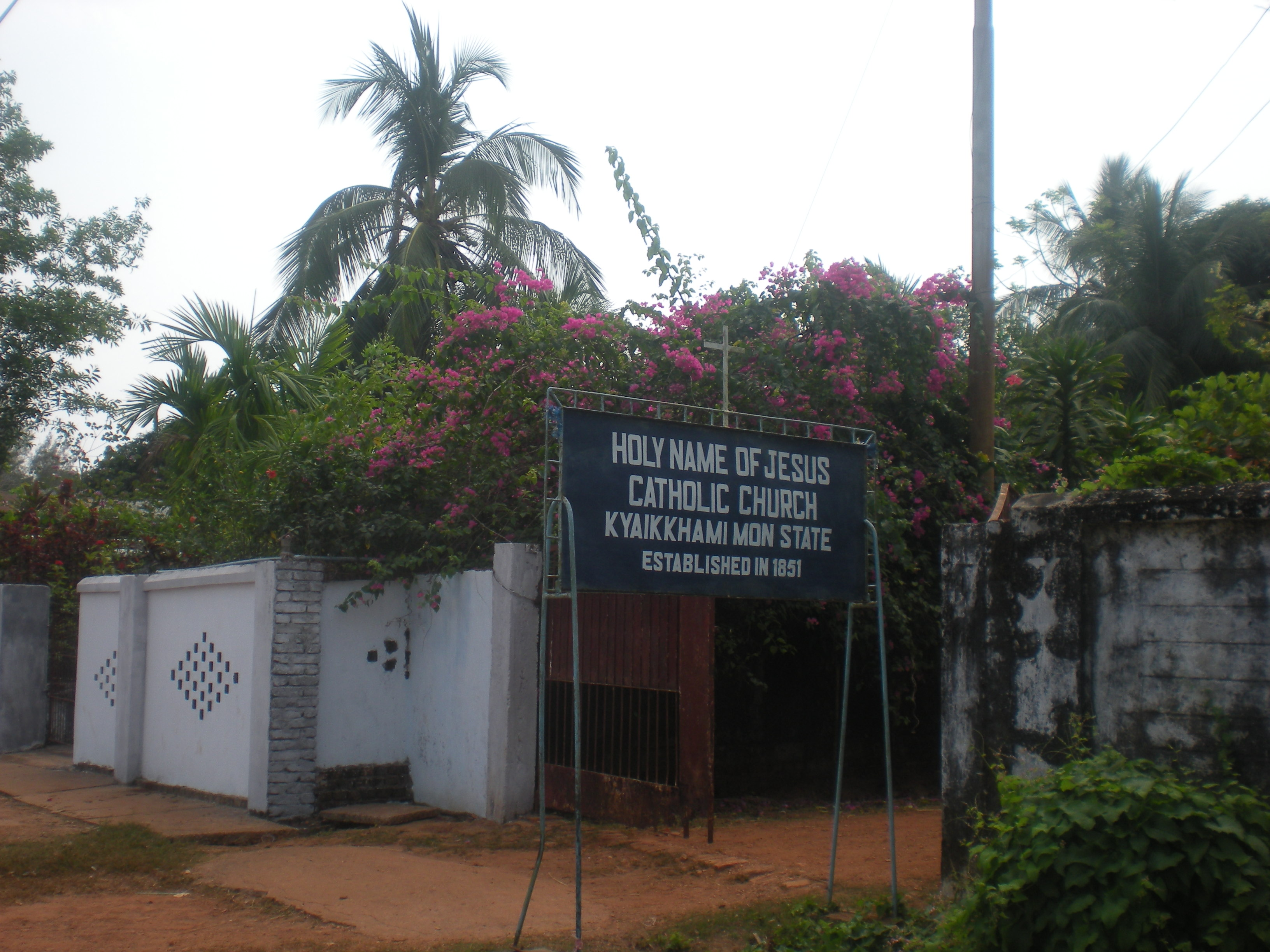
Tempero católico
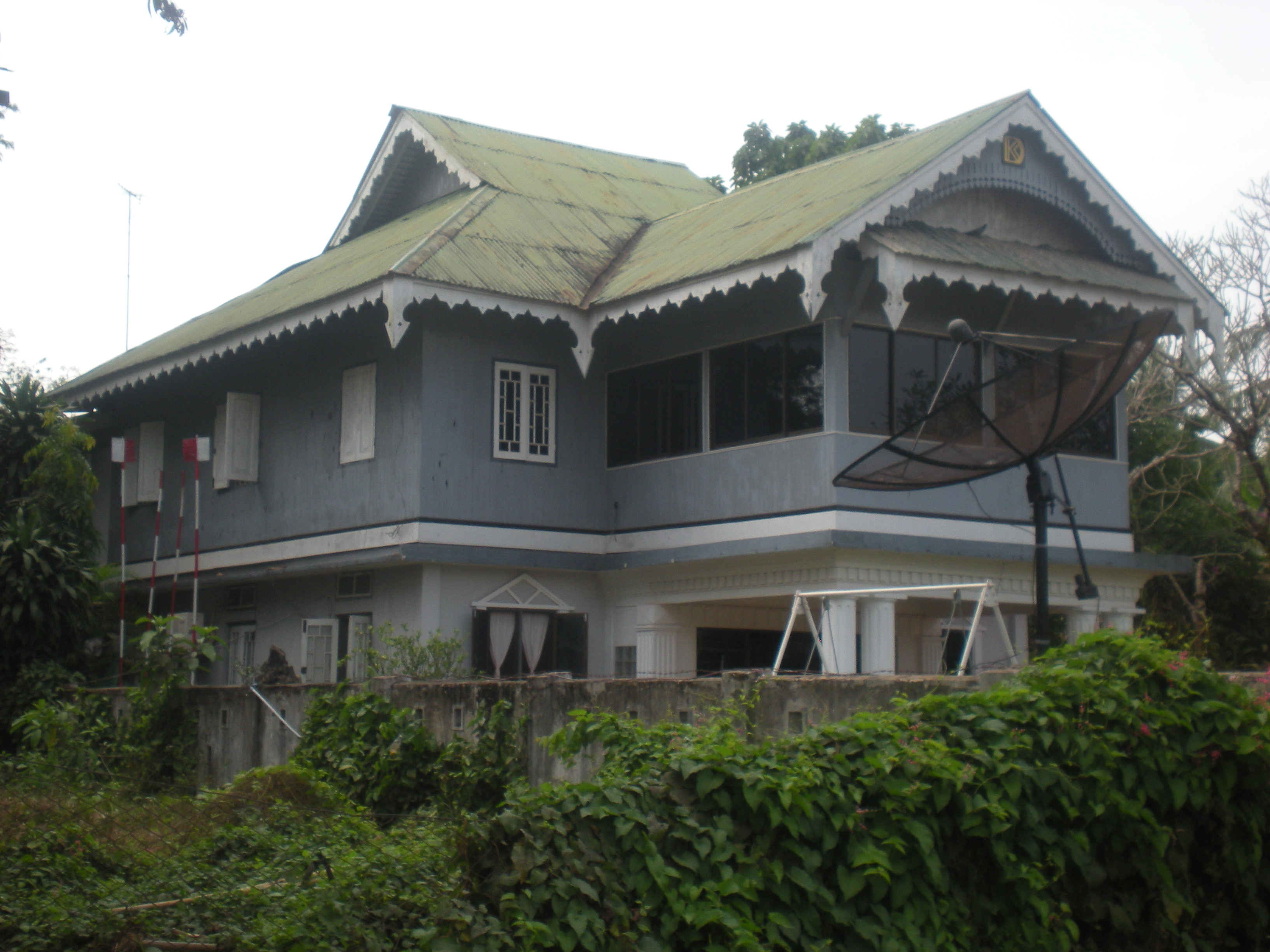
Hotel de estilo inglês